# 伍德塞德石油
伍德塞德石油（英語：Woodside Petroleum Limited）是一家澳大利亞石油勘探和生產公司，是澳大利亞最大的獨立石油及天然氣企業，也是澳大利亞證券交易所的上市企業之一.

## 历史
公司總部位於西澳大利亞州珀斯。伍德塞德石油創建於1954年7月26日。公司名稱取自於維多利亞州小鎮伍德塞德。

## 外部連結
- 官方网站